# 圣马丹勒格雷阿尔
圣马丹勒格雷阿尔（法語：Saint-Martin-le-Gréard，法語發音：[sɛ̃ maʁtɛ̃ lə ɡʁeaʁ]）是法国芒什省的一个市镇，属于瑟堡区。

## 地理
圣马丹勒格雷阿尔（49°33'27"N, 1°39'3"W）面积2.86 平方千米，位于法国诺曼底大区芒什省，该省份为法国西北部沿海省份，西、北、东北三面环大西洋，东起顺时针与卡爾瓦多斯省、奧恩省、马耶讷省和伊勒-维莱讷省接壤。
与圣马丹勒格雷阿尔接壤的市镇（或旧市镇、城区）包括：阿尔丹瓦、布勒维尔、布里、库维尔、托勒瓦。

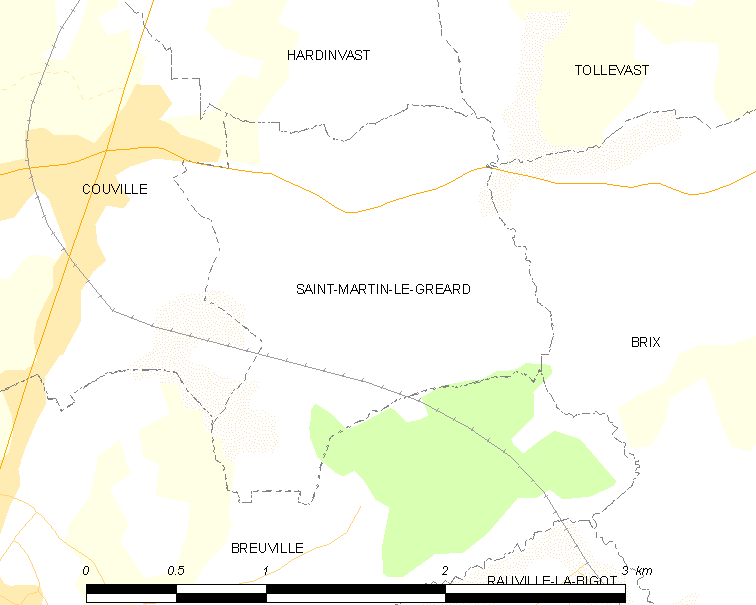
圣马丹勒格雷阿尔的OSM定位图

圣马丹勒格雷阿尔的时区为UTC+01:00、UTC+02:00（夏令时）。

## 行政
圣马丹勒格雷阿尔的邮政编码为50690，INSEE市镇编码为50519。

## 政治
圣马丹勒格雷阿尔所属的省级选区为科唐坦地区瑟堡第三县。

## 人口

1962-2008年间圣马丹勒格雷阿尔人口变化图示

圣马丹勒格雷阿尔于2022年1月1日时的人口数量为618人。